# Cerje (hrib)
Cerje (343 mnm), tudi Veliko Cerje je eden od vrhov na zahodnem delu grebena Črnih hribov, v Občini Miren - Kostanjevica.
Na vrhu je spomenik Pomnik miru v obliki 25 m visokega (razglednega) stolpa, zgrajenega v letih 2002-11, v katerem je trajna muzejska razstava predstavitve zgodovinskega dogajanja na Primorskem od 1. svetovne vojne do osamosvojitve Slovenije, uradno ime: Pomnik braniteljem slovenske zemlje na Cerju.
Vrh je bil med drugim tudi huje prizadet v požarih na Krasu leta 2022.